# Gare du Bosquet
Pour les articles homonymes, voir Bosquet (homonymie).
La gare du Bosquet est une gare ferroviaire française de la ligne de Cannes-la-Bocca à Grasse, située sur le territoire de la commune de Cannes, quartier de La Bocca, dans le département des Alpes-Maritimes, en région Provence-Alpes-Côte d'Azur.
L'arrêt est mis en service en 1978, lors de la première réouverture de la ligne entre Cannes-la-Bocca et Ranguin. Fermé en 1995, il est rouvert en 2005. Durant la fermeture de la ligne de 2016 à 2017, une deuxième voie et un deuxième quai y sont aménagés.
C'est une halte voyageurs de la Société nationale des chemins de fer français (SNCF) desservie par des trains TER Provence-Alpes-Côte d'Azur.

## Situation ferroviaire
Établie à 8 mètres d'altitude, la gare du Bosquet est située au point kilométrique (PK) 3,233 de la ligne de Cannes-la-Bocca à Grasse, entre les gares de Cannes-la-Bocca et de La Frayère.

## Histoire
La ligne de Cannes à Grasse, ouverte en 1871 est fermée en 1938. La halte du Bosquet, est un nouvel arrêt mis en service le 27 mai 1978 lors de la réouverture partielle de la ligne entre Cannes-La-Bocca et Ranguin. Arrêt sans personnel, il dispose d'un quai de 60 mètres avec un abri pour les voyageurs. L'arrêt, comme la ligne est fermé au service des voyageurs le 26 novembre 1995.
Au début des années 2000, les travaux de modernisation de la ligne, comprennent la remise en état de l'arrêt qui est rouvert le 26 mars 2005.
Un important chantier de modernisation de la ligne nécessite l'arrêt des circulations le 11 décembre 2016 le chantier prévu pour un an, est particulièrement important à la halte du Bosquet : création d'une deuxième voie, dite voie d'évitement de 350 mètres de long, avec un quai supplémentaire ; dépose et repose de la voie existante ; allongement du quai existant ; installation d'un nouvel éclairage diffusé par 21 candélabres ; passage souterrain avec ascenseur ; changement de la signalisation. Les quais long de 220 mètres vont permettre la desserte par des rames TER Régio 2N. Les 250 mètres de long, du mur longeant le nouveau quai, sont le support d'une fresque réalisé par l'artiste Pleks (pseudonyme de Georges Maurat), assisté de quinze jeunes locaux des quartiers encadrés par l'’Association Départementale pour la Sauvegarde de l’Enfant à l’Adulte des Alpes-Martimes (ADSEA 06) . L'environnement de la gare est amélioré par une insertion paysagère des installations. 
La ligne, et la halte, sont remises en service le 10 décembre 2017.

## Fréquentation
De 2015 à 2023, selon les estimations de la SNCF, la fréquentation annuelle de la gare s'élève aux nombres indiqués dans le tableau ci-dessous.
| Année     | 2015   | 2016   | 2017  | 2018   | 2019   | 2020   | 2021   | 2022    | 2023    |
| --------- | ------ | ------ | ----- | ------ | ------ | ------ | ------ | ------- | ------- |
| Voyageurs | 50 071 | 43 474 | 6 957 | 52 143 | 85 092 | 52 529 | 95 809 | 111 383 | 131 178 |

## Service des voyageurs

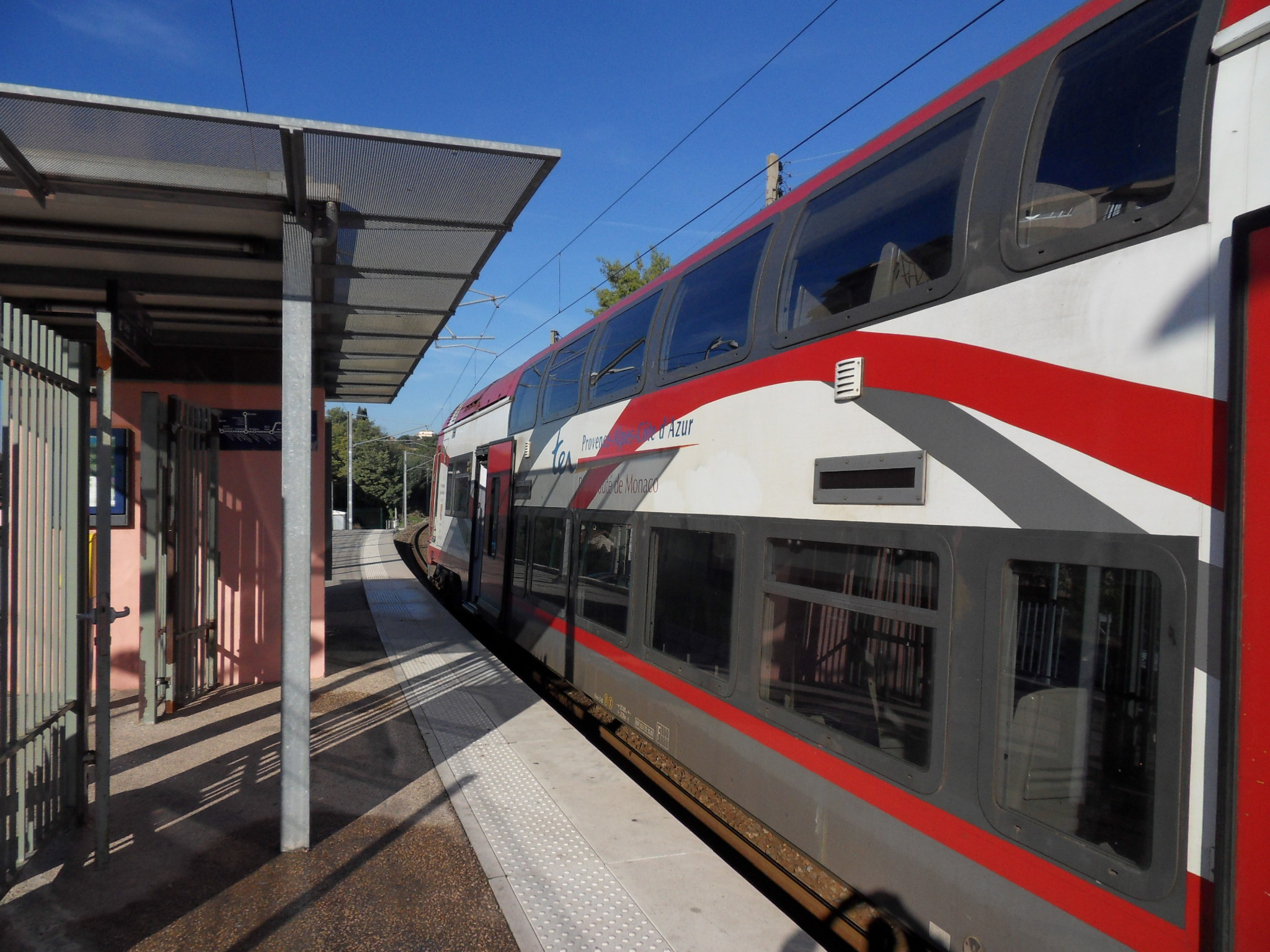
Une rame Z 23500, stationnée en gare.

### Accueil
Halte SNCF, c'est un point d'arrêt non géré (PANG) à entrée libre. Elle est notamment équipée d'automates pour l'achat de titres de transport.

### Desserte
Le Bosquet est desservie par des trains TER Provence-Alpes-Côte d'Azur de la relation Grasse – Vintimille via Cannes. Un souterrain avec rampe et ascenseur permet le passage d'un quai à l'autre.

### Intermodalité
Un parking est situé à proximité. Des bus desservent la halte.